# Ryttar-VM 2014
Ryttar-VM 2014 avgjordes i Normandie i Frankrike den 23 augusti till 7 september 2014. Det var det sjunde samlade Ryttar-VM som anordnades av FEI. Cirka 1 000 stycken ryttare och kuskar från 76 länder gjorde upp om medaljerna i 27 grenar i åtta sporter. Hästpolo och horseball var med som demonstrationssporter. För de tre olympiska grenarna var världsmästerskapen den första möjligheten att kvalificera sig till OS 2016 i Rio.

## Grenar
| Dressyr         | Körning     | Distansritt | Fälttävlan  | Banhoppning | Reining     | Voltige            | Paradressyr     |
| --------------- | ----------- | ----------- | ----------- | ----------- | ----------- | ------------------ | --------------- |
| Individuell     | Individuell | Individuell | Individuell | Individuell | Individuell | Herrar individuell | Individuell     |
| Individuell kür | Individuell | Individuell | Individuell | Individuell | Individuell | Damer individuell  | Individuell kür |
| Lag             | Lag         | Lag         | Lag         | Lag         | Lag         | Lag                | Lag             |

## Städer och arenor
- Caen
  - Stade Michel d'Ornano – Banhoppning, Dressyr och den avslutande banhoppningen i Fälttävlan
  - Hippodrome de la Prairie – Paradressyr och Körning
  - Zénith de Caen – Reining och Voltige
  - Längs med floden Orne – Maratonbanan för Körning
- Mont-Saint-Michel – Distansritt
- Haras du Pin – Dressyr och terrängmomenten i Fälttävlan
- Deauville – Hästpolo
- Saint-Lô – Horseball

## Medaljer

### Hoppning
| Gren                          | Guld | Guld | Silver | Silver | Brons                                                                                       | Brons                                                                                       |
| ----------------------------- | --- | --- | --- | --- | ------------------------------------------------------------------------------------------- | ------------------------------------------------------------------------------------------- |
| Individuell hoppning detaljer | Jeroen Dubbeldam Zenith FN | Nederländerna | Patrice Delaveau Orient Express HDC | Frankrike | Beezie Madden Cortes "C"                                                                    | USA                                                                                         |
| Lag hoppning detaljer         | Nederländerna Jeroen Dubbeldam Zenith FN Maikel van der Vleuten VDL Groep Verdi TN NOP Jur Vrieling VDL Bubalu Gerco Schroder Glock's London NOP | Nederländerna Jeroen Dubbeldam Zenith FN Maikel van der Vleuten VDL Groep Verdi TN NOP Jur Vrieling VDL Bubalu Gerco Schroder Glock's London NOP | Frankrike Simon Delestre Qlassic Bois Margot Penelope Leprevost Flora de Mariposa Kevin Staut Reveur de Hurtebise HDC Patrice Delaveau Orient Express HDC | Frankrike Simon Delestre Qlassic Bois Margot Penelope Leprevost Flora de Mariposa Kevin Staut Reveur de Hurtebise HDC Patrice Delaveau Orient Express HDC | USA McLain Ward Rothchild Kent Farrington Voyeur Lucy Davis Barron Beezie Madden Cortes "C" | USA McLain Ward Rothchild Kent Farrington Voyeur Lucy Davis Barron Beezie Madden Cortes "C" |

### Dressyr
| Gren                         | Guld | Guld | Silver | Silver | Brons | Brons |
| ---------------------------- | --- | --- | --- | --- | --- | --- |
| Individuell dressyr detaljer | Charlotte Dujardin Valegro | Storbritannien | Helen Langehanenberg Damon Hill NRW                                                                                                | Tyskland | Kristina Sprehe Desperados | Tyskland |
| Individuell kür detaljer     | Charlotte Dujardin Valegro | Storbritannien | Helen Langehanenberg Damon Hill NRW                                                                                                | Tyskland | Adelinde Cornelissen Parzival | Nederländerna |
| Lag dressyr detaljer         | Tyskland Isabell Werth Bella Rose 2 Helen Langehanenberg Damon Hill NRW Kristina Sprehe Desperados FRH Fabienne Lutkemeier D’Agostino FRH | Tyskland Isabell Werth Bella Rose 2 Helen Langehanenberg Damon Hill NRW Kristina Sprehe Desperados FRH Fabienne Lutkemeier D’Agostino FRH | Storbritannien Charlotte Dujardin Valegro Carl Hester Nip Tuck Michael Eilberg Half Moon Delphi Gareth Hughes DV Stenkjers Nadonna | Storbritannien Charlotte Dujardin Valegro Carl Hester Nip Tuck Michael Eilberg Half Moon Delphi Gareth Hughes DV Stenkjers Nadonna | Nederländerna Adelinde Cornelissen Jerich Parzival Hans Peter Minderhoud Glock's Johnson TN Edward Gal Glock's Voice Diederik van Silfhout Arlando NH N.O.P. | Nederländerna Adelinde Cornelissen Jerich Parzival Hans Peter Minderhoud Glock's Johnson TN Edward Gal Glock's Voice Diederik van Silfhout Arlando NH N.O.P. |

### Fälttävlan
| Gren                            | Guld | Guld | Silver | Silver | Brons | Brons |
| ------------------------------- | --- | --- | --- | --- | --- | --- |
| Individuell fälttävlan detaljer | Sandra Auffarth Opgun Louvo                                                                                               | Tyskland | Michael Jung Fischerrocana FST                                                                                         | Tyskland | William Fox-Pitt Chilli Morning                                                                                | Storbritannien                                                                                                 |
| Lag fälttävlan detaljer         | Tyskland Sandra Auffarth Opgun Louvo Michael Jung Fischerrocana FST Ingrid Klimke Frh Escada Js Dirk Schrade Hop And Skip | Tyskland Sandra Auffarth Opgun Louvo Michael Jung Fischerrocana FST Ingrid Klimke Frh Escada Js Dirk Schrade Hop And Skip | Storbritannien William Fox-Pitt Chilli Morning Zara Phillips High Kingdom Tina Cook De Novo News Harry Meade Wild Lone | Storbritannien William Fox-Pitt Chilli Morning Zara Phillips High Kingdom Tina Cook De Novo News Harry Meade Wild Lone | Nederländerna Elaine Pen Vira Tim Lips Keyflow N.O.P. Merel Blom Rumour Has It Andrew Heffernan OBoleybawn Ace | Nederländerna Elaine Pen Vira Tim Lips Keyflow N.O.P. Merel Blom Rumour Has It Andrew Heffernan OBoleybawn Ace |